# Black Mountain Side
Black Mountain Side è un brano musicale del gruppo musicale inglese Led Zeppelin, pubblicato nel 1969 ed incluso nel loro primo album in studio Led Zeppelin.

## Il brano
Il brano è stato scritto e prodotto da Jimmy Page ed è ispirato a una canzone tradizionale folk irlandese chiamata Down by Blackwaterside.
Esso è stato registrato in Inghilterra, presso gli Olympic Studios di Londra nell'ottobre 1968.